# 33-тя ракетна армія (СРСР)
33-тя гвардійська ракетна Бериславська-Хінганська двічі Червонопрапорна, ордена Суворова армія (33 гв. РА, в/ч 43189) — оперативне об'єднання в складі Ракетних військ стратегічного призначення СРСР, яке існувало у 1970—1991 роках. Штаб — місто Омськ.
Після розпаду СРСР у 1992 році армія перейшла під юрисдикцію Росії як 33-тя ракетна армія.

## Історія

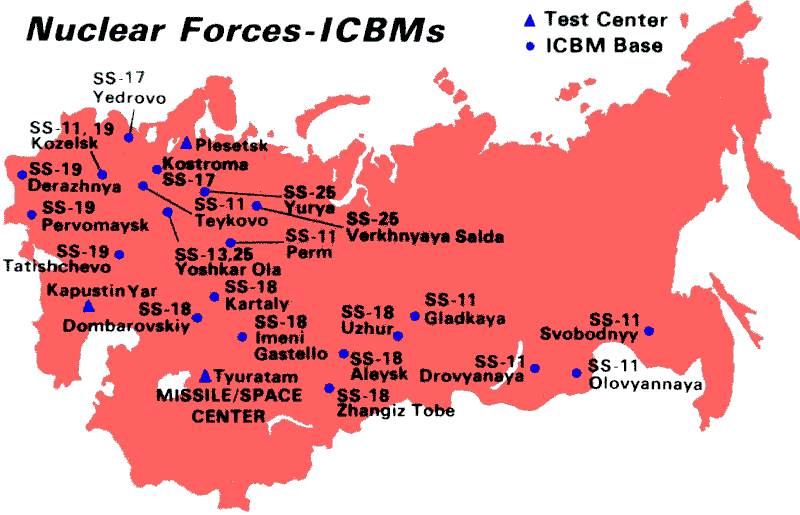
Дислокація РВСП (за даними фахівців США) у 1980 році

У лютому 1961 року в Омську на базі 27-го навчального артилерійського полігону сформовано 7-й окремий ракетний корпус.
Директивою Генерального штабу Збройних Сил СРСР від 17 квітня 1961 роки 7-му окремому ракетному корпусу передані по наступності почесне звання гвардійського, почесні найменування і ордена 109-ї гвардійської мотострілецької Бериславсько-Хінганської двічі Червонопрапорної, ордена Суворова дивізії.
8 червня 1970 року 7-й окремий гвардійський ракетний корпус переформовано на 33-тю гвардійську ракетну армію.
У 1992 році, після розпаду СРСР, армія перейшла під юрисдикцію Росії як 33-тя ракетна армія.

## Командири
- 27 червня 1970 — 12 червня 1977 — гвардії генерал-лейтенант Холопов, Олександр Іванович
- 12 червня 1977 — 21 квітня 1980 — гвардії генерал-майор (з 14 лютого 1978 — генерал-лейтенант) Єгоров, Віктор Михайлович
- 21 квітня 1980 — 12 червня 1984 — гвардії генерал-лейтенант Кочемасов Станіслав Григорович
- 12 червня 1984 — 6 січня 1989 — гвардії генерал-лейтенант Плотніков, Юрій Іванович
- 6 січня 1989 — 20 травня 1993 — гвардії генерал-майор (з 18 лютого 1990 року — генерал-лейтенант) Мороз, Віталій Васильович

## Склад

### 1971
- 36-та гвардійська ракетна дивізія (Красноярськ, Красноярський край)
- 39-та гвардійська ракетна дивізія (Пашино, Новосибірська область)
- 41-ша гвардійська ракетна дивізія (Алейськ, Алтайський край)
- 57-ма ракетна дивізія (Жангізтобе, Семипалатинська область)
- 62-га ракетна дивізія (Ужур, Красноярський край)
- 93-тя ракетна бригада (Тюмень, Тюменська область)
- 97-ма ракетна бригада (Ітатка, Томська область)
- 290-й окремий ракетний полк (Омськ, Омська область)

### 1981
- 39-та гвардійська ракетна дивізія (Пашино, Новосибірська область)
- 41-ша гвардійська ракетна дивізія (Алейськ, Алтайський край)
- 57-ма ракетна дивізія (Жангізтобе, Семипалатинська область)
- 62-га ракетна дивізія (Ужур, Красноярський край)
- 35-та ракетна дивізія (Барнаул, Алтайський край)